# イヌナキ
『イヌナキ』は、石川優吾による日本の漫画。『ジャンプ改』（集英社）にて2012年vol.1から2013年vol.6まで連載された。

## 概要
少し前の日本では当たり前のように見られた、犬のいる生活風景をノスタルジックに描く珠玉の短編集。

## 単行本
- 石川優吾 『イヌナキ』 集英社〈YOUNG JUMP COMICS X〉、全2巻
  1. 2012年5月11日発売 ISBN 978-4-08-879368-9
  2. 2013年7月30日発売 ISBN 978-4-08-879647-5